# Porté acrobatique
 (septembre 2008).
Si vous disposez d'ouvrages ou d'articles de référence ou si vous connaissez des sites web de qualité traitant du thème abordé ici, merci de compléter l'article en donnant les références utiles à sa vérifiabilité et en les liant à la section « Notes et références ».

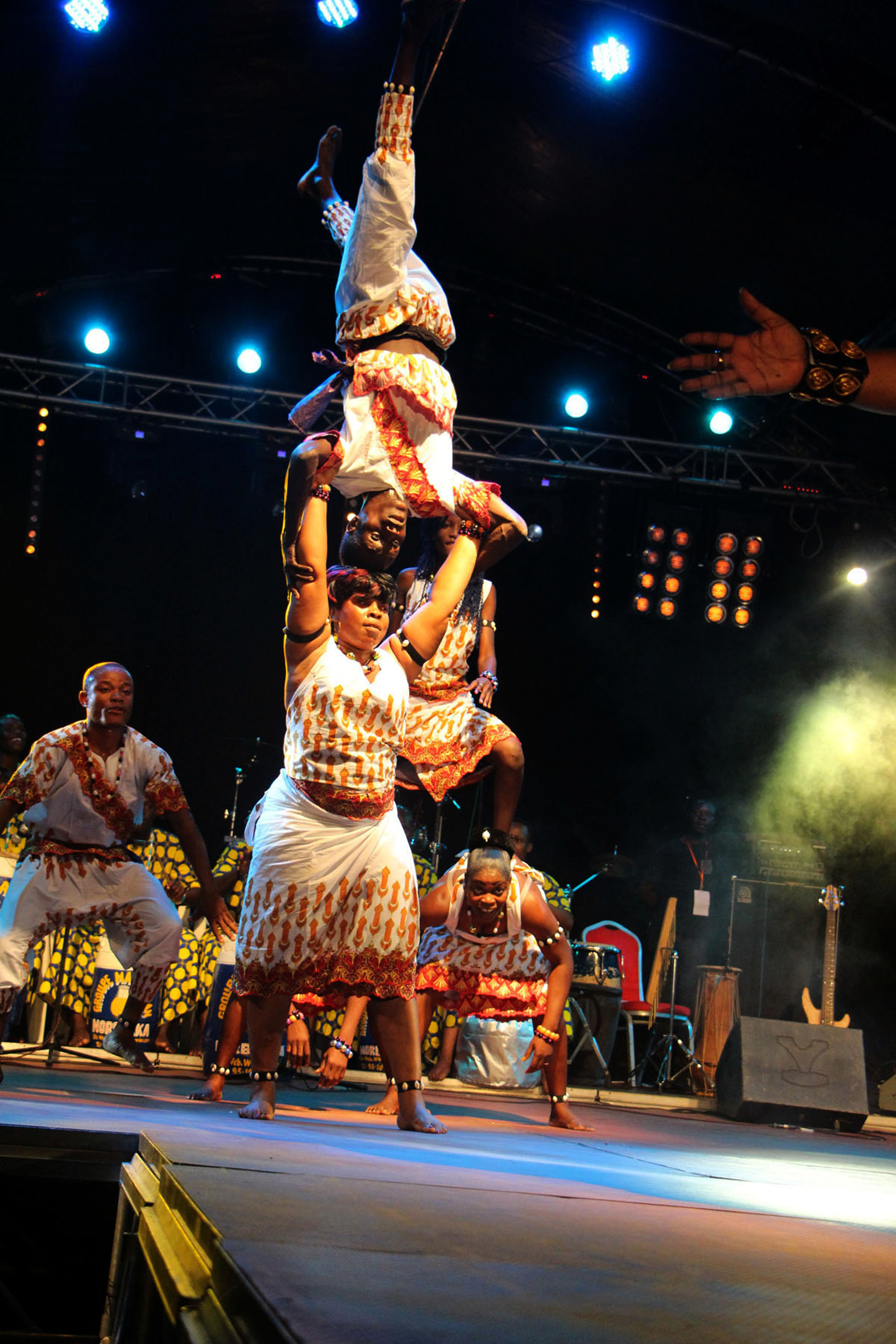
Porté acrobatique au Bénin.

Les portés acrobatiques constituent une des familles des disciplines acrobatiques.

## Description
On distingue principalement les portés statiques qui consistent pour le porteur à explorer différentes positions en maintenant le voltigeur en équilibre sur les mains et les portés dynamiques amenant une propulsion du voltigeur qui sera rattrapé par un ou plusieurs porteurs.
En France, les portés sont enseignés dans les écoles supérieures (Centre national des arts du cirque, Rosny, Fratellini) mais également au Lido de Toulouse pour les portés statiques (avec Pascal Angelier, ancien artiste de haut niveau) et au Centre régional des arts du cirque de Lomme pour les portés dynamiques (avec Abdeliazide Senhadji, Mahmoud Louertani). Ces deux artistes de haut niveau ont été formés par un illustre professeur d'origine hongroise Geza Trager, lui-même artiste porteur dans des numéros de cirque. Les autres écoles (Balthazar à Montpellier, Piste d'Azur à Mougins, Arc en Cirque à Chambéry et l'école de Châtellerault) abordent également ces techniques dans leur cycle de préparation aux concours.